# ادل مارا
 ادل مارا (انگلیسی: Adele Mara؛ ۲۸ آوریل ۱۹۲۳ – ۷ مهٔ ۲۰۱۰) یک هنرپیشه اهل ایالات متحده آمریکا بود. وی بین سال‌های ۱۹۴۱ تا ۱۹۷۸ میلادی فعالیت می‌کرد.
از فیلم‌ها یا برنامه‌های تلویزیونی که وی در آن نقش داشته است می‌توان به شن‌های آیو جیما اشاره کرد.